# احمد سهیلی تبریزی
میرزا احمد سهیلی تبریزی (؟ - ۳۱ دسامبر ۱۹۱۰) شاعر و کنشگر مشروطه‌خواه ایرانی بود که در پی اشغال ۱۹۱۰–۱۱م تبریز بدست قوای روس دستگیر و اعدام شد.

## زندگی
میرزا احمد سهیلی در سالی نامعلوم در تبریز زاده شد. در سال ۱۳۲۱ بخشی از غزلیات و متفرقات خود را به انضمام شاه و درویش از هلالی مشهدی چاپ و نشر ساخت.

سهیلی در پی اشغال ۱۹۱۱م تبریز بدست نیروهای روسی همراه علی ثقةالاسلام در ۱۰ محرم ۱۳۳۰/ ۳۱ دسامبر ۱۹۱۰ دستگیر و با طناب دار اعدام شد؛ ماده‌تاریخ آن از نظمی تبریزی:
| پنجه در پنجهٔ زمانه مزن      |  | زانکه چنگ زمانه پرزور است        |
| گردش روزگار نشناسد          |  | کاین گدازاده یا که فغفور است     |
| بهر بیچارگان دریغ مدار      |  | آنچه از همت تو مقدور است         |
| کو سهیلی کسی که با مرگش     |  | کار مشروطه اینچنین جور است؟      |
| آن ادیبی که قطعه و غزلش     |  | همه سرشار شادی و شور است         |
| جستم از شاعری که آن فاضل    |  | از چه تاریخ از این جهان دور است؟ |
| گفت از این مصرعم به‌دست آور: |  | عاقبت جای آدمی گور است           |